# Veliés (Monemvasia)
Veliés (grec moderne : Βελιές ou Βελιαίς)) ou Velié (Βελιαί) est un village grec du district régional de Laconie, appartenant au Dème de Monemvasia.

## Ecarts
Agios Sarantos (Άγιος Σαράντος) au nord du village domine la vallée de Veliés.